# Franz Schäfer (Manager)
Franz Schäfer  (* 14. Dezember 1865; † 11. Mai 1937 in Magdeburg) war ein deutscher Versicherungsdirektor.

## Leben
Schäfer trat am 1. Februar 1901 als Direktor in die Magdeburger Feuerversicherungs-Gesellschaft ein und wurde zum 1. Januar 1917 als ehemaliger Stellvertreter Hermann Vatkes zum Generaldirektor der Magdeburger Feuerversicherungs-Gesellschaft gewählt, der er bis 1929 blieb.
Er stand zudem von 1926 bis 1930 dem Reichsverband der Privatversicherung vor.
Schäfer war Mitglied des Hauptausschusses des Deutschen Industrie- und Handelstages und Mitglied des Landesausschusses der Preußischen Industrie- und Handelskammern sowie Vorsitzender der Arbeitsgemeinschaft der privaten Feuerversicherungsgesellschaften in Deutschland. Zudem besaß er zahlreiche weitere Aufsichtsratsmandate auch ausländischer Unternehmen.